# Manolo Badrena
Manolo Badrena (marts 1952 i Puerto Rico) er en sydamerikansk percussionist. 
Badrena kom til USA og blev percussionist i gruppen Weather Report, som blev dannet i 1971. Han var ude af gruppen, men igen med (1976-1977).
Han har indspillet i alle genrer, og er med på et hav af plader med bl.a. Rolling Stones, Joni Mitchell, Art Blakey, Spyra Gyra, Bill Evans, Blondie, Ahmad Jamal, Carla Bley etc. 